# Träskaten
Träskaten (även Treskaten) är en sjö i Eskilstuna kommun och Strängnäs kommun i Södermanland och ingår i Norrströms huvudavrinningsområde. Sjön har en area på 0,922 kvadratkilometer och ligger 29 meter över havet. Sjön avvattnas av vattendraget Råcksta å (Bergaån).
Sjön är omgiven av stora dungar av vass och är en grund slättsjö. Kring sjön finns mäktiga våtmarker och blandad skog. Bland annat har sjön ett mycket rikt fågelliv som mestadels huserar på den i söder belägna ön Bråtön vilken innefattas i Bråtöns naturreservat. Bråtön har mestadels lövskog såsom lunder av lind och liknande träslag.
Vatten tillströmmar söderifrån med en norrström från sjön Eklången och rinner sedan av sjön i sydöstlig riktning vid Bastviken genom Stämån och vidare ner i Mörtsjön.
Sjön har en diameter på en dryg kilometer där den är som bredast. Mitt i sjön ligger en liten ö vid namn Kyrkholmen och i sjöns kringliggande vass ligger andra holmar.
Det finns teorier om att sjön har fått sitt namn efter en vårdkase eller av ordet träsk.

## Delavrinningsområde
Träskaten ingår i delavrinningsområde (657026-155965) som SMHI kallar för Utloppet av Träskaten. Medelhöjden är 35 meter över havet och ytan är 6,71 kvadratkilometer. Räknas de 5 avrinningsområdena uppströms in blir den ackumulerade arean 82,58 kvadratkilometer. Råcksta å (Bergaån) som avvattnar avrinningsområdet har biflödesordning 2, vilket innebär att vattnet flödar genom totalt 2 vattendrag innan det når havet efter 96 kilometer. Avrinningsområdet består mestadels av skog (45 procent), jordbruk (16 procent) och sankmarker (15 procent). Avrinningsområdet har 0,91 kvadratkilometer vattenytor vilket ger det en sjöprocent på 13,6 procent.